# Sidi Ali Bu Sidi
Sidi Ali Bu Sidi (arab. سيدي على بوسيدي; fr. Sidi Ali Boussidi) – jedna z 52 gmin w prowincji Sidi Bu-l-Abbas, w Algierii, znajdująca się w północnej części prowincji. Położona jest na zachód  od Sidi Bu-l-Abbas. W 2008 roku gminę zamieszkiwało 9715 osób. Numer statystyczny gminy w Office National des Statistiques d'Algérie to 2208.